# Sahel Sounds
Sahel Sounds är ett amerikanskt skivbolag, baserat i Portland i Oregon, som specialiserat sig på musik från den sydvästra delen av Saharaöknen, vilket även kallas för Sahel.

## Bakgrund
Sahel Sounds grundades av Christopher Kirkley, en självutnämnd musiketnolog, som reste runt i Afrika 2008 efter att ha hört en CD av Afel Bocoum. Kirkley tillbringade nästan två år i Mauretanien, Mali och Niger. Sahel Sounds började som en blogg där Kirkley delade med sig av inspelningar han gjorde under sin resa. När han kom tillbaka till USA startade han skivbolaget, som släpper album som ofta spelats in av Kirkley i fält. Utöver att vara ett skivbolag är Sahel Sounds även ett konstnärskollektiv, filmproduktionsbolag och  konstorganisation.
Några av de tidigaste utgivningarna var låtar som samlats in från musikers mobiltelefoner, under titeln Music from Saharan Cellphones. Ett problem som uppstod var bland annat att ta reda på vilka dessa artister var så att han kunde få rätt tillstånd och betala dem för deras musik; Kirkley påstår att artisterna fick 60 % av intäkterna från det första albumet. En av artisterna med på dessa samlingar var Mdou Moctar, som Kirkley efteråt övertygade om att spela i en nyinspelning av Prince-filmen Purple Rain.
För att undvika kulturell appropriering har bolaget åtagit sig fullständig transparens gällande ekonomin och delar alla vinster lika mellan artisterna och bolaget.Sahel Sounds vill använda kultur som sätt att kommunicera, hjälpa deras artister skapa en karriär och lyssna på bra musik.

## Artister
- Ahmedou Ahmed Lowla
- Ahmed Ag Kaedy
- DJ Diaki
- Etran de L'Air
- Kader Tarhanin
- Les Filles de Illighadad
- Luka Productions
- Mamman Sani
- Mdou Moctar
- Tallawit Timbouctou
- Hama

## Samlingsalbum
- Music from Saharan Cellphones[7]
- Music From Saharan Cellphones, Volume 2[8]
- Music From Saharan Whatsapp[9]